# Appugowdana Halli, Malavalli
Appugowdana Halli là một làng thuộc tehsil Malavalli, huyện Mandya, bang Karnataka, Ấn Độ.